# Frede Jensen (football)
Frede Jensen (né au Danemark le 2 février 1919 et mort le 8 août 1970) est un footballeur danois, évoluant au poste d'attaquant.
Il est connu pour avoir fini meilleur buteur du championnat du Danemark lors de la saison 1939-1940 avec 12 buts (à égalité avec Kaj Hansen).